# Дејзитаун (Пенсилванија)
Дејзитаун (енгл. Daisytown) град је у америчкој савезној држави Пенсилванија.

## Демографија
По попису из 2010. године број становника је 326, што је 30 (-8,4%) становника мање него 2000. године.
| Група             | 2000.       | 2010.       |
| Белци             | 352 (98,9%) | 325 (99,7%) |
| Афроамериканци    | 1 (0,3%)    | 0 (0,0%)    |
| Азијати           | 0 (0,0%)    | 0 (0,0%)    |
| Хиспаноамериканци | 0 (0,0%)    | 1 (0,3%)    |
| Укупно            | 356         | 326         |